# 팔루스

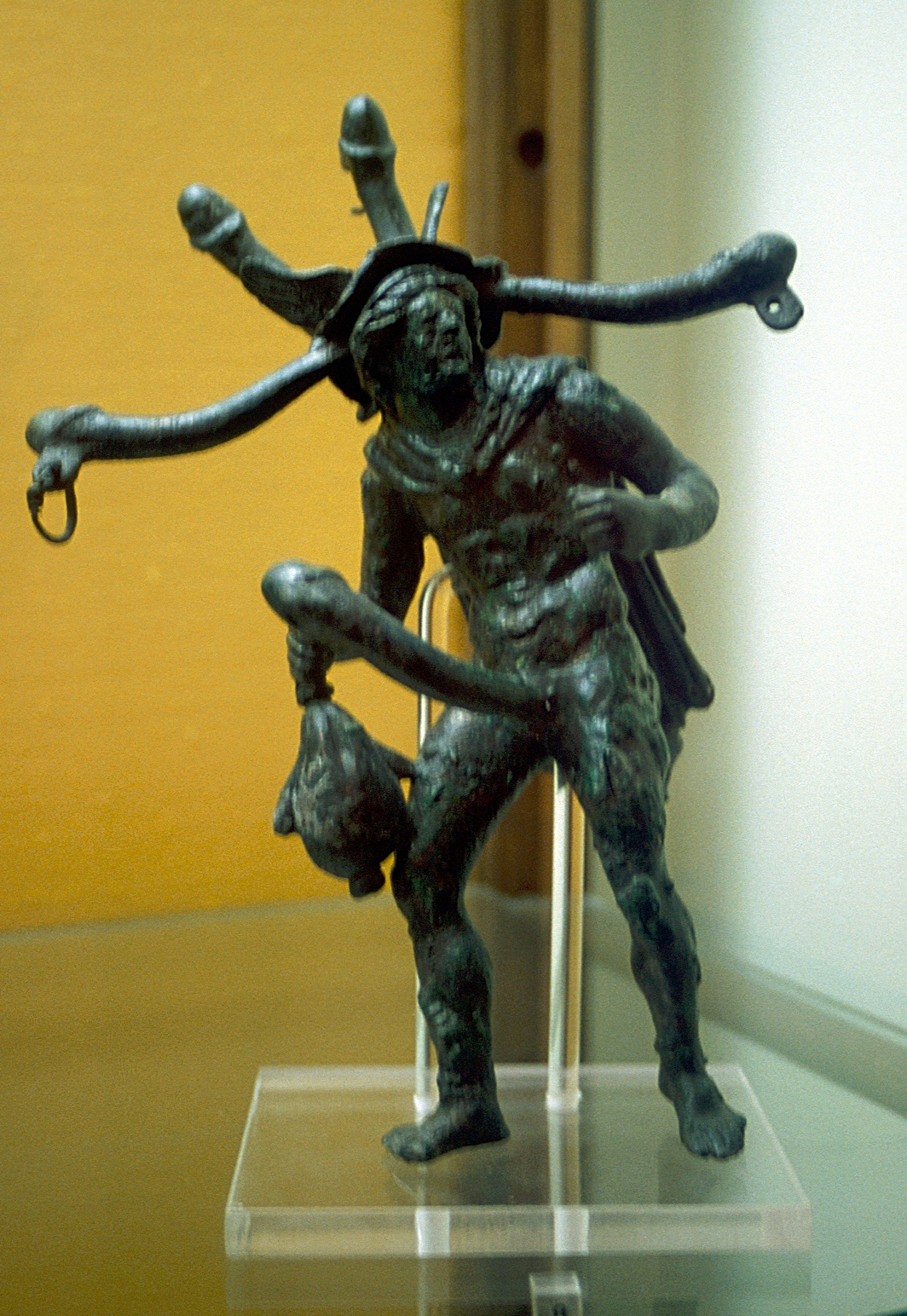

팔루스(phallus)는 발기한 음경 또는 음경의 모양을 한 물건을 의미한다. 남근상(男根像)이라고 부르기도 한다.

## 미술
세계의 많은 장소, 특히 고대 그리스·로마의 유적에서 고대와 현대의 팔루스 조각을 볼 수 있다. 많은 고대 문명에서 팔루스 조각은 남성성의 상징화로 여겨졌다.

## 생물학
팔루스라는 말을 음경과 음핵을 통틀어 일컫는 말로 사용한다.

## 같이 보기
- 가나야마 신사
- 남근 건축
- 음근